# Вовченка
Во́вченка — село Курахівської міської громади Покровського району Донецької області, Україна. У селі ніхто не мешкає.

## Загальні відомості
Розташоване на правому березі р. Вовчої у хвості Курахівського водосховища. Відстань до райцентру становить близько 17 км і проходить автошляхом місцевого значення.
Землі села межують із територією смт Курахівка Селидівської міської ради Донецької області.

## Населення
За даними перепису 2001 року населення села становило 243 особи, з них 79,01 % зазначили рідною мову українську та 20,99 % — російську.